# عمرو الصفتي
عمرو الصفتي (17 فبراير 1982- ) لاعب كرة قدم يلعب في خط دفاع نادي الزمالك المشارك في الدوري المصري الممتاز. انتقل إلى نادي الزمالك قادما من نادي المصري البورسعيدي.
انضم إلى نادي الزمالك عام 2006 من النادي المصري البورسعيدي، انتقل لنادي الجونة عام 2011. وحقق مع الزمالك كاس مصر 2007.

## روابط خارجية
- عمرو الصفتي على موقع قاعدة بيانات كرة القدم.إي يو (الإنجليزية)